# Bob Orton Sr.
Robert Dale Orton, detto anche Bob Orton senior (Kansas City, 21 luglio 1929 – Las Vegas, 16 luglio 2006), è stato un wrestler statunitense.
Era il padre di "Cowboy" Bob Orton (Bob Orton Jr.) e di Barry O ed il nonno di Randy Orton e Nathan Orton, anche loro wrestler, tranne Nathan che è un artista marziale.

## Carriera
Il suo primo soprannome fu "The Big O", adottato durante il suo periodo presso la Stampede Wrestling.
Orton fu due volte detentore del NWA World Tag Team Championship (Florida version) con il compagno di tag team Eddie Graham nel 1966. Vinse altri titoli in diversi territori della National Wrestling Alliance (NWA), come l'NWA Southern Heavyweight Championship e il Florida Tag Team Championship (con Bob Jr.) nella Florida Championship Wrestling e l'NWA United States Heavyweight Championship nella Central States Wrestling. Lottò anche nella American Wrestling Association, dove vinse altri titoli.
Si ritirò  nel luglio 2000 e trascorse gli ultimi anni di vita a Las Vegas. 
Orton muore il 16 luglio 2006, all'età di 76 anni, dopo aver subito una serie d'interventi per attacchi di cuore. Fu cremato e, in base alle sue volontà, le ceneri vennero fatte spargere sul Monte Charleston nell'aprile 2007.

## Titoli e riconoscimenti
American Wrestling Association
- AWA Midwest Heavyweight Championship (2)
- AWA Midwest Tag Team Championship (3 - con Mike DiBiase (1) e Maurice Vachon (2))
- Nebraska Heavyweight Championship (1)

Big Time Wrestling
- NWA Texas Tag Team Championship (1 - con Lord Alfred Hayes)

Central States Wrestling
- NWA Central States Heavyweight Championship (2)
- NWA North American Tag Team Championship (Central States version) (1 - con Buddy Austin)
- NWA United States Heavyweight Championship (Central States version) (1)

Championship Wrestling from Florida
- NWA Florida Southern Heavyweight Championship (6)
- NWA Florida Tag Team Championship (3 - con Dennis Hall (1); con Hiro Matsuda (1); con Bob Orton Jr. (1))
- NWA World Tag Team Championship (Florida version) (2 - con Eddie Graham)

Georgia Championship Wrestling
- NWA Southern Heavyweight Championship (Georgia version) (1)

NWA Western States Sports
- NWA Southwest Heavyweight Championship (1)

St. Louis Wrestling Club
- NWA Missouri Heavyweight Championship (1)